# Diphyus fossorius
Diphyus fossorius is een insect dat behoort tot de orde  van de vliesvleugeligen (Hymenoptera) en de familie van de gewone sluipwespen (Ichneumonidae). De wetenschappelijke naam werd gepubliceerd door Linnaeus in 1758 in de tiende editie van Systema naturae.